# 西海市立西海南小学校
西海市立西海南小学校（さいかいしりつ さいかいみなみしょうがっこう, Saikai City Saikaiminami Elementary School）は、長崎県西海市西海町中浦南郷にあった公立小学校。略称は「西海南」（さいかいみなみ）、「南小」（みなみしょう）。
西海市立西海西小学校との統合で西海市立西海小学校が新設されるため、2016年（平成28年）3月末に閉校した。

## 概要
歴史
「七釜尋常小学校」と「中浦尋常小学校」を統合し、「七浦尋常小学校」とした1903年（明治36年）を創立年としている。2013年（平成25年）に創立から110年を迎えた。
学校教育目標
「学びに励み、強く、正しく、美しく、友と平和の道を行く子どもの育成」
校章
七釜小学校時代の校章をほとんど継承し、中央の「釜」の文字を「南」の文字に変更しただけである。月桂樹と鏡を組み合わせたものを背景にして、中央に「南」の文字を置いている。
校歌
七釜小学校時代の1962年（昭和37年）に校歌が制定された。作詞は島内八郎、作曲は木野普見雄による。歌詞は3番まであり、3番に「七釜」が登場している。南小学校に改称したのちも、詞の変更は行われていない。
校区
住所表記で西海市西海町の後に「中浦（草住・北泊・屋良首・松山・垣内・野口・伊佐浦）、七釜（首田・鳥崎・上四釜・下四釜・七釜南・七釜木・小久保里・大久保里・白岳）」が続く地域。中学校区は西海市立西海中学校。

## 沿革
前史
- 1874年（明治7年）- 学制に基づき、「公立下等七釜小学校」と「公立下等中浦小学校」が設置される。
- 1886年（明治19年）9月 - 小学校令の施行により、簡易科（3年制）を設置し、「簡易七釜小学校」と「簡易中浦小学校」となる。
- 1889年（明治22年）4月 - 町村制の施行により、多以良村から七釜村が独立分離し、両小学校とも七釜村立の小学校となる。
- 1890年（明治23年）- 小学校令の一部改正により、簡易科を廃止した上で尋常科（4年制）を設置し、「尋常七釜小学校」と「尋常中浦小学校」に改称。
- 1893年（明治26年）- 小学校令の一部改正により、「七釜尋常小学校」と「中浦尋常小学校」に改称。
- 1902年（明治35年）10月 - 七釜村役場が地理的に村の中央にあたる中浦郷に移転する。

正史
- 1903年（明治36年）9月1日 - 七釜尋常小学校と中浦尋常小学校を統合し、「七浦尋常小学校」（4年制）とする（創立年）。
  - 旧2校の校名から1文字ずつ（七釜の「七」と中浦の「浦」）とって「七浦」と命名。
  - 中浦郷伊佐ノ浦に新校舎が完成。旧・中浦尋常小学校を中浦分教場とする。
- 1904年（明治37年）4月 - 高等科（2年制）を併置し、「七浦尋常高等小学校」に改称（尋常科4年・高等科2年）。
- 1905年（明治38年）4月 - 高等科を2年制から4年制とする（尋常科4年・高等科4年）。
- 1908年（明治41年）4月 - 小学校令の一部改正により、義務教育年限が尋常科4年から尋常科6年に延長されたため、修業年限を尋常科6年・高等科2年に改定。
- 1911年（明治44年）10月13日 - 第1回瀬戸小・多以良小[1]・七浦小合同運動会を多以良小の運動場で実施。
- 1919年（大正8年）3月31日 - 七釜農業補習学校を併設。
- 1926年（大正15年）- 併設の七釜農業補習学校が「青年訓練認定七釜実業補習学校」に改称。
- 1935年（昭和10年）6月1日 - 青年学校令の施行により、併設の実業補習学校が「七釜青年学校」に改称。
- 1941年（昭和16年）4月 - 国民学校令の施行により、「七釜村国民学校」（初等科6年・高等科2年）に改称。
- 1947年（昭和22年）4月 - 学制改革（六・三制の実施）が行われる。
  - 旧・国民学校の初等科が改組され、「七釜村立七釜小学校」（6年制）が発足。中浦分教場を中浦分校とする。
  - 旧・国民学校の高等科が改組され、「七釜村立七釜中学校」（新制中学校,3年制）となり、当面の間小学校・青年学校校舎に併設される。
- 1948年（昭和23年）3月31日 - 七釜青年学校が廃止される。
- 1955年（昭和30年）4月1日 - 七釜村と面高村が合併し西海村になったため、「西海村立七釜小学校」に改称。
- 1962年（昭和37年）9月1日 - 校歌を制定。
- 1967年（昭和42年）3月31日 - 中浦分校を廃止。
- 1968年（昭和43年）3月 - 新校舎（第一期工事）が完成。
- 1969年（昭和44年）1月1日 - 町制施行により、「西海町立七釜小学校」に改称。
- 1972年（昭和47年）2月 - 西海町立学校給食共同調理場が完成し、完全給食を開始。
- 1977年（昭和52年）3月 - 体育館が完成。
- 1978年（昭和53年）
  - 4月1日 - 「西海町立南小学校」に改称。これに伴い、校章の「釜」の部分を「南」に変更。
  - この年 - 屋内運動場（体育館）が完成。
- 1992年（平成4年）- プールが完成。
- 1997年（平成9年）- パソコンを設置。
- 2003年（平成15年）12月5日 - 創立100周年記念式典を挙行。
- 2005年（平成17年）4月1日 - 西海市の発足により、「西海市立西海南小学校」（現校名）と改称。
- 2012年（平成24年）6月27日 - 学校所在地の番地が215番地から「214番地」に変更。
- 2016年（平成28年）3月31日 - 閉校。西海市立西海西小学校との統合により、「西海市立西海小学校」が新設される。

## 交通アクセス
最寄りのバス停
- さいかい交通（長崎自動車（長崎バス））「乗越」バス停

最寄りの道路
- 国道202号

## 周辺
- 伊佐ノ浦公民館

## 参考資料
- 「西海町郷土誌」（2005年（平成17年）3月31日（閉町日）発行, 西海町教育委員会）
- 「西彼杵郡現勢一班」（1926年（昭和元年）12月31日発行, 出版:郡役所廃止記念会）- 国立国会図書館近代デジタルライブラリー p.384（コマ番号203）